# Aleksander Łubieński (kasztelan)

Herb Pomian

Aleksander Łubieński herbu Pomian (ur. ok. 1680, zm. 1754) – kasztelan gnieźnieński, dziedzic dóbr Szczytniki.

## Rodzina
Rodzina Aleksandra pieczętowała się herbem Pomian. Ojciec jego Maciej (1638-1704) pełnił obowiązki starosty wągłaczewskiego. Matka (zm. 1704), była córką Andrzeja Radolińskiego, kasztelana krzywińskiego. Dziad jego Wojciech Łubieński piastował urząd kasztelana sieradzkiego. Rodzeństwo Aleksandra było bardzo liczne - 20 (wieku dorosłego dożyło sześciu synów Macieja, w tym Aleksander i trzy córki). Aleksander był stryjem i opiekunem (od 1710) swych bratanków: Władysława Aleksandra, prymasa  i Floriana Łubieńskich.
Poślubił najpierw Annę Wężyk, wdowę po Janie Ciświckim - staroście stawiszyńskim, następnie Mariannę Radomicką, córkę Macieja, wojewody poznańskiego. Z małżeństwa z Marianną urodziły się dwie córki: Aleksandra (ur. i zm. 1733) oraz Kunegunda (ur. 1734).

## Pełnione urzędy
Początkowo podwojewodzi sieradzki od 1706 oku, następnie podwojewodzi kaliski 1713, podsędek kaliski 1720 i sędzia ziemski kaliski 1738. W latach 1749–1753 pełnił urząd kasztelana gnieźnieńskiego.

## Kronika rodzinna
W 1752 roku ksiądz Florian Bujdecki dedykował kasztelanowi: "Vita Venerabilis Servi Dei Mathie Łubienski" - kronikę rodzinną rodu Łubieńskich